# Tanabe Rui
Tanabe Rui (田辺 留依 (Điền Biên Lưu Y) sinh ngày 23 tháng 5, 1997) là một nữ diễn viên lồng tiếng người Nhật trực thuộc Stay Luck.

## Các vai lồng tiếng
- Vai nhân vật chính được tô đậm.

### Anime truyền hình
Năm 2013
- Golden Time – Meiko[2]
- Kin-iro Mosaic – Một nữ sinh[2]
- Nagi no Asukara – Ueda Sanae[2]

Năm 2014
- Wizard Barristers  – Sudo Cecil[2]
- Mahōka Kōkō no Rettōsei – Hirakawa Chiaki[2]
- Isshūkan Friends – Nishimura Ai[2]
- Mangaka-san to Assistant-san to – Bạn gái[2]
- Ryūgajō Nanana no Maizōkin – Ryūgajō Nanana[3]
- Ai Tenchi Muyo! – Aoi Rui[4]

Năm 2015
- Saenai Heroine no Sodatekata – Mizuhara Echika[2]
- Jewelpet: Magical Change – Fukuoji Laura[5]
- Venus Project: Climax – Sarashina Mizuki
- Gakusen Toshi Asterisk – Kujizuka Yanon

Năm 2016
- High School Fleet – Himeji Kayoko[6]
- Soul Buster – Shū Yu (Chu Du)[7]
- To Be Hero – Prince (lớp 4)

Năm 2017
- Cinderella Girls Gekijō – Araki Hina[8]

Năm 2018
- To aru majutsu no Index III – Lancis[9]
- Hinomaru Sumo – Hori Chizuko[10]
- Cutie Honey Universe – Tetora Akebi[11]
- Last Period – Luluna[12]
- Tokyo Ghoul: re – Hogi Ayumu

Năm 2019
- No Guns Life – Tsumugi Villeneuve (tập 1)

Năm 2020
- Mewkledreamy – Takatsu Hitoe

Năm 2021
- WIXOSS Diva(A)Live – Maka Madoka/Madoka[13]
- Shinigami bocchan to kuro maid – Tet (tập 6)
- Blue Reflection Ray – Komagawa Uta[14]

Năm 2022
- Petit Sekai – Asahina Mafuyu[15]

Năm 2023
- Shin Shinka no Mi - Rosa Helen[16]
- Uma Musume Pretty Derby Season 3 - Royce and Royce[16]

Năm 2024
- Shikanoko Nokonoko Koshitantan (My Deer Friend Nokotan) - Koshi Anko[17]

### Phim anime điện ảnh
- Ashita sekai ga owaru to shite (2019) – Yoshinaga
- Gekijōban High School Fleet (2020) – Himeji Kayoko[18]

### ONA
- 25-ji, Nightcord de. Digest Animation - Journey to Bloom "SELF" (2023) - Asahina Mafuyu[19]

### Trò chơi điện tử
2014
- Omega Quintet – Kyouka[20]

2015
- Trillion: God of Destruction – Fegor[21]
- Venus Project – Sarashina Mizuki

2017
- School Star Dream! – Kotomi Tsukumo
- Raramagi – Kamishiro Yuina[22]
- The Idolmaster Cinderella Girls – Araki Hina[23]

2018
- Fighting EX Layer – Blair
- The King of Fighters All Star – Toudou Kasumi[24]

2019
- To aru majutsu no Index: Imaginary Fest – Lancis[25]

2020
- Dotokoi – Muranaka Shouko[26]
- Final Fantasy VII Remake – Katie
- Ikki Tousen: Extra Burst – Yagyu Mitsuyoshi[27]
- Last Period – Luluna[28]
- Project Sekai: Colorful Stage! feat. Hatsune Miku – Asahina Mafuyu[29]

2021
- Blue Archive – Ushimaki Juri[30]
- Blue Reflection: Tie – Komagawa Uta[31]

2023
- Roppongi Sadistic Night  - Onikawa Natsu[32]

### Phim người đóng
- Mortal Engines – Clytie Potts (Sophie Cox[33])
- Freaky – Ryler (Melissa Collazo[34])

## Đĩa đơn
| Tên        | Ngày phát hành   | Số catalog | Xếp hạng cao nhất trên Oricon | Ghi chú                                                   |
| ---------- | ---------------- | ---------- | ----------------------------- | --------------------------------------------------------- |
| BLUE TOPAZ | 28 tháng 2, 2014 | PCCG-70208 | 123                           | Bài hát kết thúc của anime truyền hình Wizard Barristers. |